# Bakonyszentlászló
Bakonyszentlászló là một thị trấn thuộc hạt Győr-Moson-Sopron, Hungary. Thị trấn này có diện tích 38,51 km², dân số năm 2010 là 1764 người, mật độ 46 người/km².